# 饶杰腾
饶杰腾（1937年12月12日—2016年8月30日），男，广东潮州人，中国语文学科教育家。首都师范大学中文系教授。

## 生平
1937年生于广东潮州。1961年毕业于北京大学中文系五年制古代汉语专业。后在北京师范学院任教。历任语文教育学教研室主任、学科负责人，中文系副主任、主任。2016年8月30日在北京去世。

## 贡献
饶杰腾最初从事古代汉语、现代汉语研究。后来转入语文教育学教研室，专研语文学科教育。从改革开放时期开始，致力于中国文言文教学的科学化研究，参与编写多种工具书和教材。
主要著作有：《语文教学系统方法论纲》《中学语文单元教学模式》《初、高中语文课本文言词语表》《常用文言词典》《语文学科教育学》暨《语文学科教育探索》《近现代中学语文教育的发展》《民国国文教学研究文丛》等。
主编著作有：《中学语文教师教学基本功讲座》《初中语文单元教学的设计与实践》《中学语文教育文萃》《中学语文教参新编》《基础教育语文工具书系列》等。